# Парк-Роял (станція метро)
51°31′37″ пн. ш. 0°17′03″ зх. д. / 51.526944444444° пн. ш. 0.28416666666667° зх. д.
Парк-Роял (англ. Park Royal) — станція лінії Пікаділлі Лондонського метро. Розташована у 3-й тарифній зоні, у районі Парк-Роял, боро Ілінг, між станціями — Альпертон та Норт-Ілінг. Пасажирообіг на 2017 рік — 2.02 млн осіб.
Конструкція станція — наземна відкрита, з двома береговими платформами.

## Історія
- 6. липня 1931: відкриття станції як Парк-Роял
- 4. липня 1932: трафік станцією змінено з лінії Дистрикт на Пікаділлі
- 1. березня 1936: станцію перейменовано на Парк-Роял (Генгер-гілл)
- 1947: станцію перейменовано на Парк-Роял

## Пересадки
- На метростанцію Генгер-лейн
- На автобуси London Buses маршрутів: 95 та 487.

## Послуги
| Попередня станція | Лінія | Лінія                            | Лінія | Наступна станція |
| ----------------- | ----- | -------------------------------- | ----- | ---------------- |
| Альпертон         |       | Лондонське метро Лінія Пікаділлі |       | Норт-Ілінг       |